# فراشة الوادي (ألبوم)
فراشة الوادي هو أحد ألبومات المطربة اللبنانية هيفاء وهبي٬ صدر في عام 2006 وقد ٱحتوى الألبوم على 16 أغنية. حقق هذا الألبوم شهره كبيرة، والأغاني التي قدمتها كانت من اجواء برنامج الوادي وأشهر أغنية اللتي لاقت اضواء كبيرة بالعالم العربي هي أغنية عالطبيعه وقد غنت الأغاني كأول مره عام 2005 لكن عندما انتهى البرنامج صدر الألبوم أوائل عام 2006.

## الأغاني
- بالليل (ما عندي حبيب)
- بحلم (دنيا جديدة)
- بنت الوادي
- زي الفراشة
- صيف
- عالطبيعة
- عم بتدق الساعة
- قمر الوادي
- مشتاقة
- هرباني
- يا سلام على حبي وحبك مع هشام عباس
- يا واد يا حليوة